# Senez
Senez é uma comuna francesa na região administrativa da Provença-Alpes-Costa Azul, no departamento dos Alpes da Alta Provença. Estende-se por uma área de 70,27 km². Em 2010 a comuna tinha 169 habitantes (densidade: 2,4 hab./km²).5 hab/km².
Era conhecida como Sanício (Sanitium) durante o período romano.